# 瓦迪斯瓦夫一世 (奧斯威辛)
瓦迪斯瓦夫一世（波蘭語：Władysław I oświęcimski，約1278年—1324年5月15日），奧斯威辛公爵，梅什科一世的長子，1315年至1324年在位。

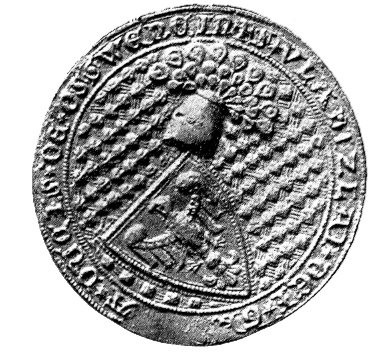
瓦迪斯瓦夫一世

## 家庭
1304年左右，瓦迪斯瓦夫和馬佐夫舍公爵波列斯瓦夫二世的女兒歐芙羅齊娜結婚，兩人共有1子1女：
1. 揚一世（約1309年—1372年）
2. 安娜（？年—1354年）